# Culoarea păcatului
Culoarea păcatului (Da Cor do Pecado; lit. „De culoarea păcatului”) este o telenovelă braziliană din 2004, difuzată în România de canalul Acasă TV. 

## Distribuție
| Taís Araújo          | Preta de Souza Lambertini                                     |
| Reynaldo Gianecchini | Paco Lambertini / Apolo Sardinha                              |
| Giovanna Antonelli   | Bárbara Campos Sodré                                          |
| Lima Duarte          | Afonso Lambertini                                             |
| Guilherme Weber      | Tony (Antônio Peixoto De Almeida)                             |
| Aracy Balabanian     | Germana Cardiolli Lambertini                                  |
| Rosi Campos          | Edilásia Sardinha (Mamuska/Mamãe Sardinha)                    |
| Matheus Nachtergaele | Pai Helinho (Hélio Damasceno Eduardo Carlos Fonseca Da Silva) |
| Maitê Proença        | Verinha (Vera Campos Sodré)                                   |
| Ney Latorraca        | Edu (Eduardo Sodré)                                           |
| Tuca Andrada         | Kaíke (Carlos Henrique Cabral)                                |
| Alinne Moraes        | Moa Nascimento Mattar                                         |
| Sérgio Malheiros     | Raí de Souza Lambertini                                       |
| Leonardo Brício      | Ulisses Sardinha                                              |
| Graziela Moretto     | Beki (Valfreda)                                               |
| Felipe Latgé         | Otávio Campos Sodré Cabral                                    |
| Francisco Cuoco      | Pai Gaudêncio                                                 |
| Caio Blat            | Abelardo Sardinha                                             |
| Cauã Reymond         | Thor Sardinha                                                 |
| Rocco Pitanga        | Felipe Garcia Freitas                                         |
| Karina Bacchi        | Tina                                                          |
| Pedro Neschling      | Dio (Dionísio Sardinha)                                       |
| Maria Pompeu         | Dinah                                                         |
| Jonathan Haagensen   | Dodô (Dorival)                                                |
| Giordanna Forte      | Valquíria Nogueira do Amaral (Kika)                           |
| Solange Couto        | Lita Nazaré de Souza                                          |
| Arlindo Lopes        | Cesinha (César Augusto Alves)                                 |
| Natália Lage         | Roxane                                                        |
| Luciana Vendramini   | Gracielle                                                     |
| Vanessa Gerbelli     | Tancinha (Maria Constância) / Zuleide                         |
| Jorge Coutinho       | Ítalo Freitas                                                 |
| Samara Felippo       | Greta Bazarov                                                 |
| Maria Rosa           | Laura Garcia Freitas                                          |
| Marilu Bueno         | Stela Soares Dutra                                            |
| Thiago Martins       | Sal (Gustavo Saldanha)                                        |
| Mônica Torres        | Nívea Nogueira do Amaral                                      |
| Liliana Castro       | Olívia Garcia                                                 |